# Communauté de communes des Rives de Prosne et Vesle
La communauté de communes des Rives de Prosne et Vesle était une communauté de communes française, située dans le département de la Marne et la région Champagne-Ardenne.
Elle a été supprimée le 1er janvier 2014 et intégrée dans la nouvelle Communauté de communes Vesle et Coteaux de la Montagne de Reims

## Historique
L'ancien district des Rives de Prosne et Vesle, créé le 29 décembre 1992, a été transformé en communauté de communes par un arrêté préfectoral du  26 décembre 2001.
Conformément aux prévisions du schéma départemental de coopération intercommunale (SDCI) de la Marne du 15 décembre 2011, les trois petites intercommunalités : 

- Communauté de communes des Forêts et Coteaux de la Grande Montagne ;
- Communauté de communes des Rives de Prosne et Vesle (sauf Prosnes, qui a rejoint la communauté de communes des Rives de la Suippe le 1er janvier 2014[3]) ;
- Communauté de communes Vesle-Montagne de Reims ;
- ainsi que la commune isolée de Villers-Marmery

ont fusionné pour créer le 1er janvier 2014 la nouvelle Communauté de communes Vesle et Coteaux de la Montagne de Reims.

## Territoire communautaire

### Composition
L'intercommunalité était composée de trois communes, dont la principale était Val-de-Vesle :
- Prosnes
- Sept-Saulx
- Val-de-Vesle

## Administration

### Siège
La communauté de communes avait son siège en mairie de Sept-Saulx, 7 place Pierre Lefèvre.

### Élus
La communauté de communes était administrée par un conseil communautaire constitué de représentants de chaque commune, élus en leur sein par les conseils municipaux.

### Liste des présidents
| Période                                  | Période       | Identité             | Étiquette | Qualité                             |
| ---------------------------------------- | ------------- | -------------------- | --------- | ----------------------------------- |
| Les données manquantes sont à compléter. |               |                      |           |                                     |
| ?                                        | décembre 2013 | Jean-Claude Collinet |           | Maire de Val-de-Vesle (2001 → 2014) |

### Compétences
L'intercommunalité exerçait les compétences qui lui avaient été transférées par les communes membres, conformément aux dispositions légales.

### Régime fiscal et budget
La communauté de communes percevait une fiscalité additionnelle aux impôts locaux des communes, sans FPZ (fiscalité professionnelle de zone) et sans FPE (fiscalité professionnelle sur les éoliennes).